# Yatirwald

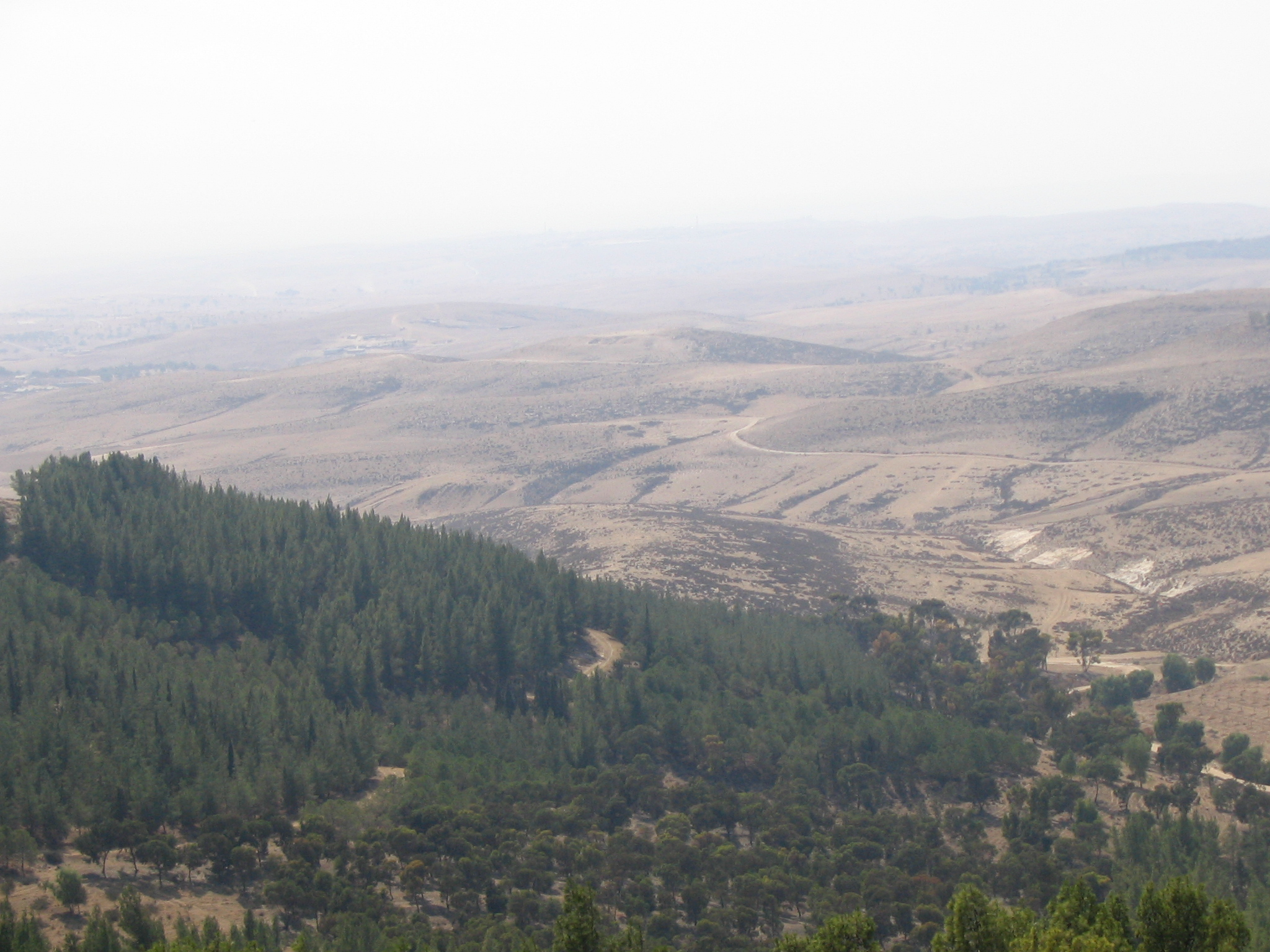
Yatirwald am Rande der Negevwüste

Der Yatirwald (hebräisch יַעַר יַתִּיר Jaʿar Jattīr, deutsch ‚Wald Jattir[s]‘) ist ein Waldgebiet an den südlichen Hängen des Hochlands von Hebron, südlicher Teil des Judäischen Berglands, in Israel.

## Geografie

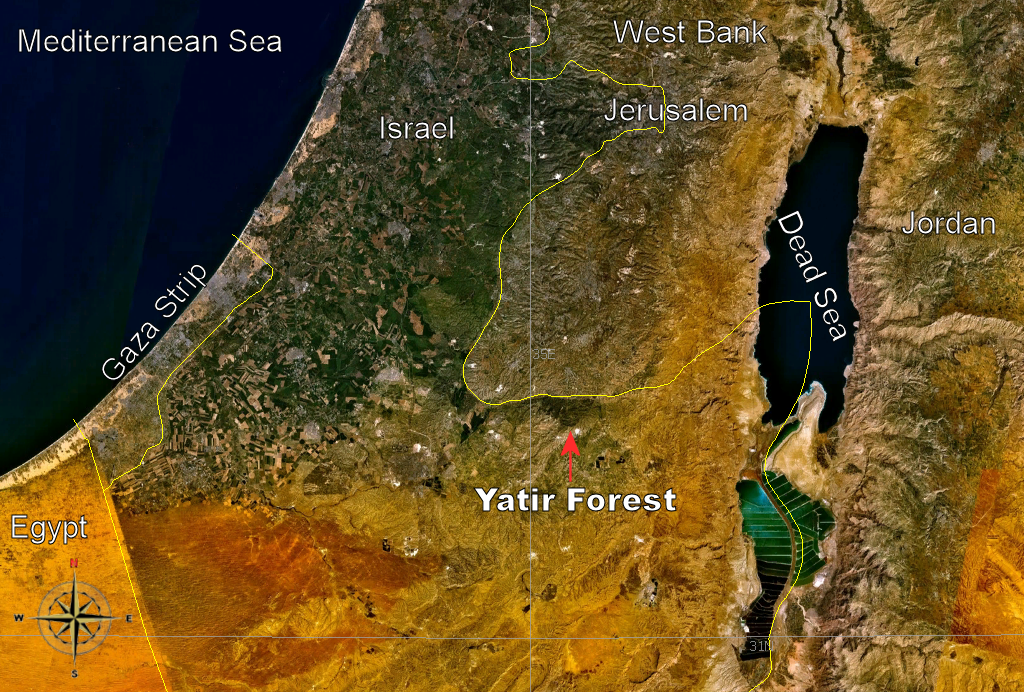
Lage des Yatirwaldes

Der Yatirwald liegt am nördlichen Rand der Negevwüste und unmittelbar südlich der Grenze der Palästinensergebiete zu Israel. Dieser größte gepflanzte Wald in Israel umfasst 30 km² und liegt östlich der Siedlung Meitar und nördlich der Stadt Arad. Der Wald liegt in einem Gebiet mit trockenem Klima, in dem eine niedrige Luftfeuchtigkeit vorherrscht. In Höhen zwischen 400 und 850 Metern über dem Meeresspiegel fallen durchschnittlich 300 bis 350 mm Niederschlag im Jahr. Die Böden bestehen aus kalkhaltigen Gesteinen.

## Geschichte
Die Anlage des Yatirwaldes erfolgte ab 1964 durch den Jüdischen Nationalfonds (KKL). Der Name Yatir ist eine Ableitung aus dem Alten Testament (Jos 21,13, 14 ) dort als Jattir, wonach diese Gegend den Kindern Aarons, dem Stamm Levi, übergeben wurde.
Seit 1964 wurden im Yatirwald über vier Millionen Bäume gepflanzt, überwiegend Nadelbäume, wie Aleppo-Kiefer und Mittelmeer-Zypresse, jedoch auch Laubbäume wie Terebinth, Tamariske, Chinesische Jujube, Johannisbrotbaum, Olivenbaum, Feige, Eukalyptus und Akazien.

## Umwelt und Tourismus

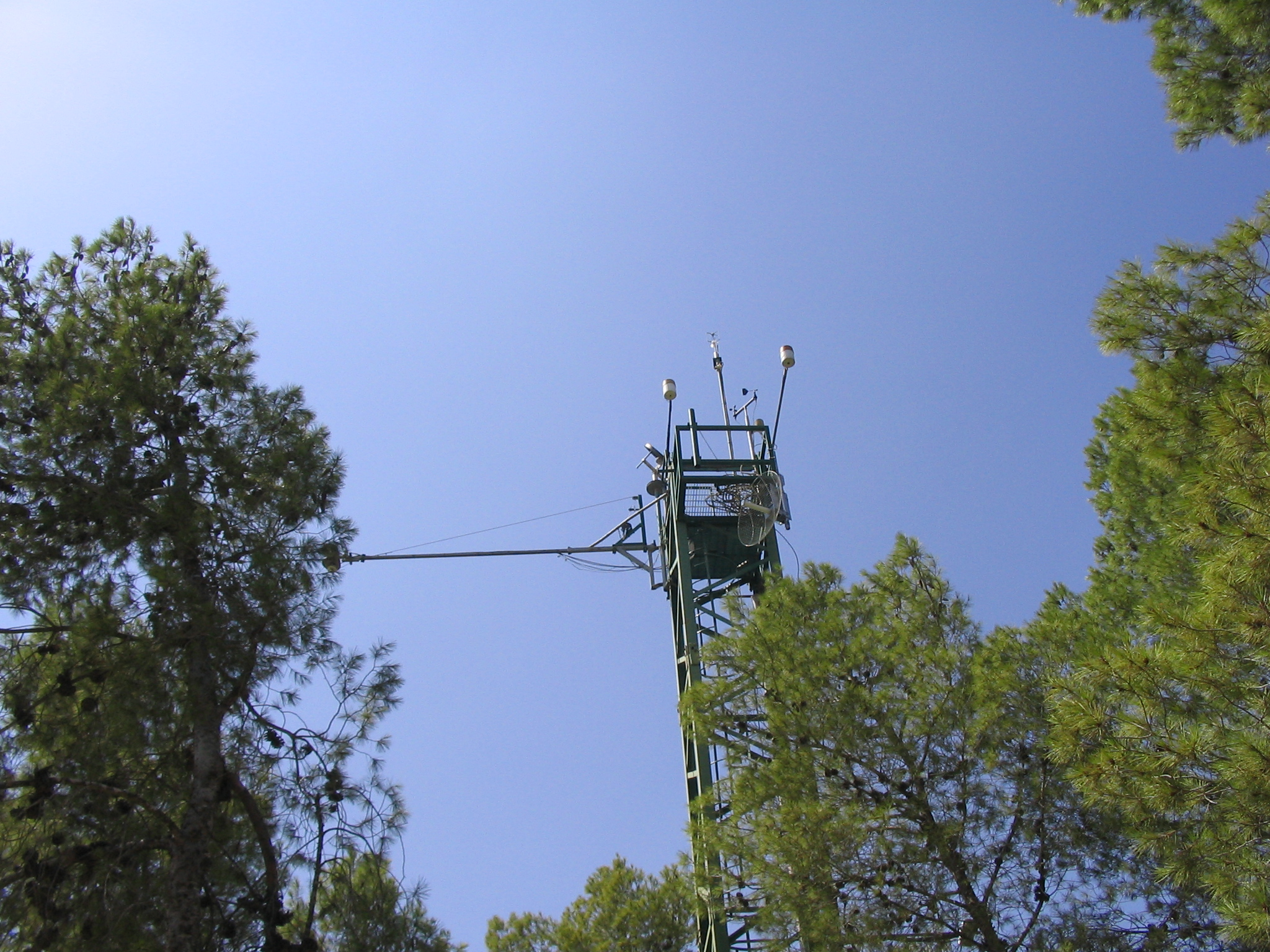
Forschungsturm des Weizmann-Instituts

Die Anpflanzungen, zu denen auch Weingärten und verschiedene Straucharten gehören, haben die Ausbreitung der Desertifikation, der Wüstenbildung, nördlich von Beʾer Scheva gestoppt. Sie reduzieren die Verdunstung der seltenen Niederschläge und binden Kohlendioxid aus der Luft. Der Wald ist Teil des Projekts FLUXNET der NASA, welches den Austausch von Kohlendioxid, Wasserdampf und Energie zwischen den unterschiedlichen Ökosystemen auf der Welt und der Atmosphäre misst. Im Desert Research Institute in Sde Boker werden unter der Leitung von Dan Yakir vom Weizmann-Institut für Wissenschaften in Rehovot die Daten aus den verschiedenen Quellen ausgewertet.
Das Arava-Institut für Umweltforschung macht Versuche mit Dattelpalmen und Wein in der Nähe des Yatirwaldes und versucht, diese Pflanzen unter sehr trockenen und salzigen Bedingungen anzusiedeln. Die seit 1989 gepflanzten und künstlich bewässerten Weinreben der Yatir Winery ergeben einen koscheren, gerbstoffreichen Rotwein.
Der Israel National Trail, ein Wanderweg von Galiläa im Norden zum Golf von Eilat im Süden, führt durch den Yatirwald von Meitar nach Arad in der Negevwüste.

## Archäologie
Im Yatirwald wurden 1987 archäologische Forschungen an einem Synagogenbauwerk aus dem 4. bis 7. AD, der Anim-Synagoge, durchgeführt, das nach der Eroberung Palästinas durch muslimische Araber im 7. Jahrhundert n. Chr. in eine Moschee umgewandelt worden war. Unter dem Steinfußboden fanden sich Reste von Mosaiken, die Außenmauern standen noch bis zu einer Höhe von ca. 4,5 Metern und umschlossen ein Geviert von 14,5 m × 18,5 m. Das Bauwerk war nach Norden, Richtung Jerusalem, ausgerichtet. Die beiden im Osten des Gebäudes befindlichen Eingänge zeigten noch die Türstürze.